# 凸壳杓蛤
凸壳杓蛤（学名：Cuspidaria approximata），是笋螂目杓蛤科杓蛤属的一种。主要分布于中国大陆，常栖息在水深520米软泥底。